# Les Bottes de sept lieues (nouvelle)
Pour les articles homonymes, voir Les Bottes de sept lieues.
Les Bottes de sept lieues est une nouvelle de Marcel Aymé, parue dans Candide en 1940.

## Historique
Les Bottes de sept lieues paraît d'abord dans le journal Candide du 29 mai 1940, puis est reprise en avril 1943 dans le recueil de nouvelles Le Passe-muraille, le quatrième de l'auteur.

## Résumé
L'histoire de la nouvelle prend pour cadre Montmartre. Une femme de ménage, Germaine Buge, ignorée et dédaignée de tous dans sa misère extrême, vient chercher son fils unique à l'école, Antoine Buge. Celui-ci a cependant fait le choix de repartir avec la bande d'amis dans laquelle il veut s'intégrer ; il observe de loin sa mère et sa tristesse lorsque celle-ci apprend qu'il est parti sans elle. 
Frioulat est le chef de la bande et demande à Antoine d'aller patrouiller et de revenir faire un rapport sur les éventuels dangers qu'il aurait pu repérer. Mais ce jeu enfantin d'imagination subit une légère perturbation en la personne de Baranquin. Envoyé lui aussi en patrouille, il avoue en toute innocence n'avoir rien vu de suspect. Frioulat se trouve indigné de ce manquement aux règles du jeu et s'emporte contre lui. Antoine prend alors sa défense : toute histoire peut comporter sa part de normalité et de platitude. Mais bientôt, cet élan de gentillesse lui fait naître des regrets, et alors qu'il cherche à se racheter, Frioulat détourne sa colère contre lui. Antoine décide alors de quitter la bande, bientôt suivi par d'autres, que le comportement tyrannique de Frioulat frustrait. 
Ils passent alors, en rentrant chacun chez soi, devant une boutique de bric à brac atypique à la vitrine de laquelle on peut lire quelques pancartes savoureuses telles que « La maison ne fait crédit qu'aux gens riches ». Entre autres objets aux attributions farfelues (« les charentaises de Berthe au grand pied, le tuyau de pipe de la reine Pomaré »), les enfants s'émerveillent devant les célèbres bottes de sept lieues. S'impose alors un nouvel acte d'héroïsme et l'occasion pour Antoine de parachever son rôle d'opposant à Frioulat. Il décide d'entrer dans la boutique, mais presque aussitôt, le héron empaillé du vendeur, un vieux marginal, l'effraie, et il ressort en courant, suivi de ses camarades. Frioulat, avide de redorer son blason de chef, décide à son tour d'y rentrer mais détale lui aussi comme un lapin à peine entré, suivi par les autres. Ils tombent alors dans une tranchée profonde tandis qu'ils passent dans une zone de travaux. 
À l'hôpital, rien de plus grave que quelques entorses et petits os cassés. Mais tandis que les familles viennent veiller leurs enfants malades, Germaine et son fils sentent plus que jamais les différences sociales. Germaine Buge est une mère célibataire et, à ce titre, s'attire les reproches des autres mères de familles « respectables » : c'est parce que le petit Antoine manque de cadre paternel qu'il a entraîné ses camarades dans cette aventure. 
Cependant, la période de rétablissement offre un objet de réconfort à Antoine et aux autres garçons : les bottes de sept lieues leur permettent d'imaginer milles aventures ensemble. Mais cet esprit de camaraderie est vite rompu par Frioulat : il a, en effet, demandé les bottes à sa mère, qui a accepté de céder à son caprice. C'est du moins ce qu'il croit, et avec lui, les autres enfants ayant fait la même demande à leurs parents : aucun d'entre eux ne les recevra, le vendeur en demandant 3000 francs, somme insensée. Antoine, dont la relation fusionnelle avec sa mère n'a rien à envier sur le plan affectif aux autres enfants, est cependant envieux du prestige dont auréole les autres la présence ou la référence à un cadre familial fourni. Il finit par s'inventer un oncle revenant d'Amérique et proche de venir lui rendre visite à l'hôpital ; cet oncle, bien sûr, lui ramènera les bottes. 
Ce mensonge, source de joie pour Antoine et de réconfort, finit toutefois par lui causer du remords et un sentiment de culpabilité. Rentré chez lui, la tristesse l'envahit. Sa mère, à qui rien n'échappe, mène sa petite enquête et découvre le mensonge de son fils. Elle court alors aussitôt chez le vendeur, et celui-ci finit par lui vendre les bottes ... 25 francs ! Fou de bonheur, le petit Antoine rêve alors de ses voyages avec les bottes de sept lieues, et, poétiquement, ramène pour sa mère « une brassée des premiers rayons du soleil » au petit matin.

## Adaptation
- 1971 : Les Bottes de sept lieues , téléfilm français réalisé par François Martin, avec Pascal Sellier
- 1990 : Les Bottes de sept lieues, téléfilm français réalisé par Hervé Baslé, avec Christine Boisson, Jacques Dufilho et
- Jérémie Semonin